# Sabulodes nubifera
Sabulodes nubifera là một loài bướm đêm trong họ Geometridae.